# Адунаць (комуна)
Адунаць, Адунаці (рум. Adunați) — комуна у повіті Прахова в Румунії. До складу комуни входять такі села (дані про населення за 2002 рік):
- Адунаць (652 особи) — адміністративний центр комуни
- Очина-де-Жос (398 осіб)
- Очина-де-Сус (1228 осіб)

Комуна розташована на відстані 91 км на північний захід від Бухареста, 43 км на північний захід від Плоєшті, 52 км на південь від Брашова.

## Населення
За даними перепису населення 2002 року у комуні проживали 2278 осіб.
Національний склад населення комуни:
| Національність | Кількість осіб | Відсоток |
| -------------- | -------------- | -------- |
| румуни         | 2277           | > 99,9%  |
| угорці         | 1              | < 0,1%   |

Рідною мовою назвали:
| Мова      | Кількість осіб | Відсоток |
| --------- | -------------- | -------- |
| румунська | 2277           | > 99,9%  |
| угорська  | 1              | < 0,1%   |

Склад населення комуни за віросповіданням:
| Релігія       | Кількість осіб | Відсоток |
| ------------- | -------------- | -------- |
| православні   | 2277           | > 99,9%  |
| римо-католики | 1              | < 0,1%   |